# Akademie für Alte Musik Berlin

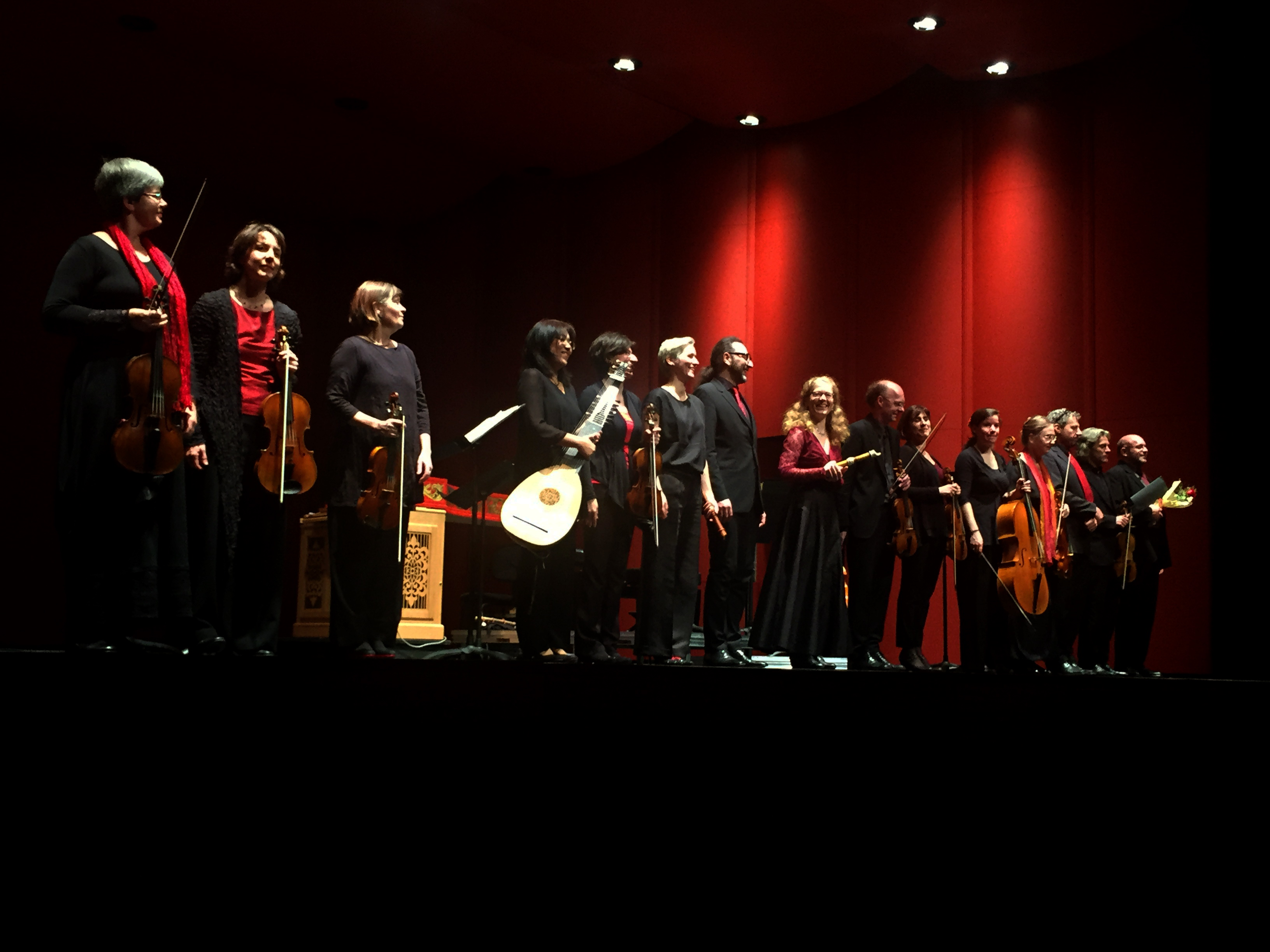
L'orchestre de l'Akademie für Alte Musik Berlin au théâtre Atlantida de Vic.

L'Akademie für Alte Musik Berlin (abrégé Akamus) est un ensemble allemand de musique de chambre. Akamus joue le plus souvent sans direction d'un chef. Environ 30 musiciens forment le cœur de l'orchestre. La formation dans les 100 concerts annuels varie de huit membres pour la musique de chambre baroque à 45 pour les œuvres symphoniques.

## Histoire
Fondé en 1982 en République démocratique allemande, cet ensemble est constitué d'instrumentistes issus des orchestres allemands. Lassés de jouer sous la direction d'un chef et sur instruments modernes, ils fondent cet orchestre pour interpréter la musique des XVIIe et XVIIIe siècles. Cependant, leur répertoire s'étend aujourd'hui à l'époque classique voire romantique.
L’ensemble se produit sous la direction de ses chefs d’orchestre Midori Seiler, Stephan Mai, Bernhard Forck und Georg Kallweit ainsi que des maestros choisis comme René Jacobs, Marcus Creed, Daniel Reuss, Peter Dijkstra et Hans-Christoph Rademann. L’ensemble se produit régulièrement sur les scènes européennes, asiatiques et nord- et sud-américaines. En 2011, les prestations - concerts et opéras - vont emmener l’orchestre dans neuf pays européens, aux États-Unis et pour une tournée en Chine.
Akamus travaille régulièrement avec RIAS Kammerchor et des solistes de renom comme Cecilia Bartoli, Andreas Scholl, Sandrine Piau ou encore Bejun Mehta. Avec la compagnie de danse Sasha Waltz & Guests, l’Akademie für Alte Musik Berlin a réalisé des productions telles que Dido & Aeneas (musique: Henry Purcell) et Medea (musique: Pascal Dusapin).
L'Akademie für Alte Musik Berlin a publié des disques sur les labels Eterna, Capriccio Records, Berlin Classics, Harmonia Mundi, Sony Classical, Brilliant Classics, Naïve, Phoenix Edition, BR-Klassik, cpo, Accentus, Pentatone et Deutsche Harmonia Mundi,,.
Akamus a vendu plus d’un million de CD. L'ensemble a reçu des distinctions comme Grammy Award, Diapason d'Or, Cannes Classical Award, Gramophone Award et Edison Award. Pour le DVD de l’opéra Dido & Aeneas de Purcell avec Sasha Waltz & Guests, Akamus a reçu le Prix annuel de la critique allemande en 2009 et pour Wolfgang Amadeus Mozart La flûte enchantée le International Classical Music Awards en 2011. Son enregistrement de la Brockespassion de Telemann a été récompensé par le MIDEM Classical Award 2010 et le Choc de l'année 2009.
Akamus enregistre beaucoup la musique de Johann Sebastian Bach et celle de ses fils, notamment Carl Philipp Emanuel Bach. On leur doit la redécouverte de nombre de leurs symphonies et concertos pour clavier.

## Prix
- Grammy pour Christoph Willibald Gluck: Italian Arias avec Cecilia Bartoli, 2002
- International Classical Music Awards pour Wolfgang Amadeus Mozart, La Flûte enchantée, 2011
- Preis der deutschen Schallplattenkritik pour Georg Philipp Telemann: Orpheus (René Jacobs), 1998; Airs pour Farinelli, avec Vivica Genaux, 2002 et Wolfgang Amadeus Mozart, La Flûte enchantée (René Jacobs), 2011
- Choc du Monde de la Musique pour Jean-Sébastien Bach, Geistliche Kantaten, 1996; Jean-Sébastien Bach, Oratorio de Noël, 1997 ; Airs pour Farinelli, 2002; Carl Philipp Emanuel Bach: Sinfonies et Concerts, 2001; Jean-Sébastien Bach, Motets, avec RIAS-Kammerchor, 2005 ; Georg Philipp Telemann,  Concertos pour flute avec Maurice Steger, 2006 et Antonio Vivaldi: Double concertos, 2007
- Choc de Classica pour Georg Philipp Telemann: Brockes-Passion, 2009 et Wolfgang Amadeus Mozart, La Flûte enchantée, 2011
- Diapason d’Or pour Alessandro Scarlatti, Il primo omicidio, 1998 ; Georg Philipp Telemann: La Chasse, 1999; Georg Philipp Telemann, Concerts pour flûte avec Maurice Steger, 2006; et Reinhard Keiser: Croesus (René Jacobs), 2000; Jean-Sébastien Bach, Motets, 2005 et Johann Ludwig Bach: Trauermusik, 2011
- Edison Classical Music Award pour Georg Philipp Telemann: La Chasse, 1999 et Reinhard Keiser: Croesus, 2000
- Gramophone Award pour Alessandro Scarlatti, Il primo omicidio, 1998 et Georg Friedrich Haendel : Ombra mai fù avec Andreas Scholl, 1999
- Midem Classical Award pour Georg Friedrich Haendel: Ombra mai fù, 1999
- Georg-Philipp-Telemann-Preis der Landeshauptstadt Magdeburg (de), 2006
- Médaille Bach de la ville de Leipzig, 2014[4]

## Principaux enregistrements
Harmonia Mundi
- Jean-Sébastien Bach  :
  - L'Art de la fugue
  - 4 ouvertures
  - Concertos brandebourgeois
  - concertos pour claviers
  - concertos (reconstructions)
- Johann Ludwig Bach, Trauermusik
- Wilhelm Friedemann Bach, symphonies et concertos
- Carl Philipp Emanuel Bach, symphonies et concertos (2 volumes différents)
- Johann Christian Bach, symphonies (+ 1 concerto pour flûte de Carl Philipp Emanuel Bach)
- Wolfgang Amadeus Mozart, La Flûte enchantée
- Boccherini, symphonies
- Georg Friedrich Haendel, oratorio Jephtha (avec le RIAS Kammerchor)
- Joseph Haydn, concertos pour violoncelle (avec Ivan Monighetti)
- Georg Philipp Telemann : 
  - suites pour orchestre
  - concertos pour flûte à bec, avec Maurice Steger, 2006, Diapason d'or & choc du monde de la musique
  - suites pour orchestre et concerto pour violon
- Antonio Vivaldi, Doubles concertos
- Jean-Féry Rebel et Antonio Vivaldi, Quatre éléments - Quatre saisons (DVD et CD)
- Friedrich der Grosse - Music for the Berlin Court - À la cour de Frédéric le Grand, œuvres de Johann Gottlieb Graun, Christoph Nichelmann,  Frédéric II de Prusse et Carl Philipp Emanuel Bach (2012)

Autres labels
- Musik am Berliner Hof - Music at the Berlin Court, œuvres de Christoph Nichelmann, Johann Philipp Kirnberger, Johann Joachim Quantz, Christoph Schaffrath et Carl Philipp Emanuel Bach (Berlin Classics, 1992)
- Paul Wranitzky : Symphonies (Deutsche Harmonia Mundi, 2022)